# Clube Desportivo Santa Clara
Pour les articles homonymes, voir Santa Clara.
Maillots
Actualités
Le CD Santa Clara, est un club de football portugais, situé à Ponta Delgada sur l'île de São Miguel (Açores), qui évolue en première division portugaise.
Le club joue ses matchs à domicile à l'Estadio de São Miguel, doté d'une capacité de 12 500 places.

## Histoire
Des joueurs tels que Pauleta ont commencé leur carrière dans ce club, ainsi que des entraîneurs tels que Manuel José, Paulo Sérgio et Vítor Pereira sont également passés par ce club.
Lors de la saison 2000-2001, le CD Santa Clara a remporté le championnat national de deuxième division portugaise.
Le 6 mai 2018, le CD Santa Clara a assuré sa promotion en première division 15 ans plus tard.
Le 14 mai 2023, le CD Santa Clara est officiellement relégué en deuxième division pour la saison 2023-2024 à la suite de sa défaite contre le SC Braga (5-3), après être resté cinq ans au sein de l'élite portugaise.

### Identité visuelle

#### Logos

2015-2024
Depuis 2024.

## Bilan sportif

### Palmarès
| Compétitions nationales | Compétitions internationales                                                                 |
| --- | -------------------------------------------------------------------------------------------- |
| - Championnat du Portugal (0) - Meilleure performance : 5e en 2025 - Coupe du Portugal (0) - Meilleure performance : Quart de finaliste en 2021 - Coupe de la Ligue portugaise (0) - Meilleure performance : Phase de groupe en 2020 - Championnat du Portugal D2 (1) - Champion : 2001 - Championnat du Portugal D3 (1) - Champion : 1998 | Anciennes compétitions - Coupe Intertoto (0) - Meilleure performance : Deuxième tour en 2002 |

### Bilan saison par saison
| Saison    | I  | II | III | IV | V |
| 1995-1996 |    |    |     | 2  |   |
| 1996-1997 |    |    |     | -  |   |
| 1997-1998 |    |    | 1   |    |   |
| 1998-1999 |    | 3  |     |    |   |
| 1999-2000 | 18 |    |     |    |   |
| 2000-2001 |    | 1  |     |    |   |
| 2001-2002 | 14 |    |     |    |   |
| 2002-2003 | 17 |    |     |    |   |
| 2003-2004 |    | 12 |     |    |   |
| 2004-2005 |    | 15 |     |    |   |
| 2005-2006 |    | 7  |     |    |   |
| 2006-2007 |    | 4  |     |    |   |
| 2007-2008 |    | 10 |     |    |   |
| 2008-2009 |    | 3  |     |    |   |
| 2009-2010 |    | 4  |     |    |   |
| 2010-2011 |    | 9  |     |    |   |
| 2011-2012 |    | 12 |     |    |   |
| 2012-2013 |    | 11 |     |    |   |
| 2013-2014 |    | 15 |     |    |   |
| 2014-2015 |    | 19 |     |    |   |
| 2015-2016 |    | 16 |     |    |   |
| 2016-2017 |    | 10 |     |    |   |
| 2017-2018 |    | 2  |     |    |   |
| 2018-2019 | 10 |    |     |    |   |
| 2019-2020 | 9  |    |     |    |   |
| 2020-2021 | 6  |    |     |    |   |
| 2021-2022 | 7  |    |     |    |   |
| 2022-2023 | 18 |    |     |    |   |
| 2023-2024 |    | 1  |     |    |   |
| 2024-2025 | 5  |    |     |    |   |

### Bilan européen
Note : dans les résultats ci-dessous, le score du club est toujours donné en premier
| Saison    | Compétition             | Tour             | Club               | Domicile | Extérieur | Total |
| --------- | ----------------------- | ---------------- | ------------------ | -------- | --------- | ----- |
| 2002      | Coupe Intertoto         | Premier tour     | Shirak FC          | 2 - 0    | 3 - 3     | 5 - 3 |
| 2002      | Coupe Intertoto         | Deuxième tour    | FK Teplice         | 1 - 4    | 2 - 5     | 2 - 9 |
| 2021-2022 | Ligue Europa Conférence | Deuxième tour Q  | KF Shkupi          | 2 - 0    | 3 - 0     | 5 - 0 |
| 2021-2022 | Ligue Europa Conférence | Troisième tour Q | Olimpija Ljubljana | 2 - 0    | 1 - 0     | 3 - 0 |
| 2021-2022 | Ligue Europa Conférence | Barrages Q       | Partizan Belgrade  | 2 - 1    | 0 - 2     | 2 - 3 |
| 2025-2026 | Ligue Conférence        | Deuxième tour Q  | NK Varaždin        | 2 - 0    | 1 - 2     | 3 - 2 |
| 2025-2026 | Ligue Conférence        | Troisième tour Q | Larne FC           | 0 - 0    | 3 - 0     | 3 - 0 |
| 2025-2026 | Ligue Conférence        | Barrages Q       | Shamrock Rovers    | -        | -         | -     |

Légende
- Victoire ou qualification pour le tour suivant
- Match nul
- Défaite ou élimination de la compétition

## Personnalités du club

### Effectif actuel
| N° | Nat.                   | Poste | Nom du joueur   |
| -- | ---------------------- | ----- | --------------- |
| 1  | Drapeau du Brésil      | G     | Gabriel Batista |
| 2  | Drapeau du Portugal    | D     | Diogo Calila    |
| 3  | Drapeau du Brésil      | D     | Matheus Pereira |
| 4  | Drapeau du Portugal    | D     | Pedro Pacheco   |
| 6  | Drapeau du Brésil      | M     | Adriano         |
| 7  | Drapeau du Brésil      | A     | Elias Manoel    |
| 8  | Drapeau du Portugal    | M     | Pedro Ferreira  |
| 9  | Drapeau de l'Australie | A     | Anthony Carter  |
| 10 | Drapeau du Brésil      | A     | Gabriel Silva   |
| 11 | Drapeau du Brésil      | A     | Brenner         |
| 12 | Drapeau du Brésil      | G     | Neneca          |
| 13 | Drapeau du Portugal    | D     | Luís Rocha      |
| 16 | Drapeau du Portugal    | M     | Miguel Pires    |
| 17 | Drapeau du Portugal    | A     | João Costa      |

| No. | Nat.                | Position | Nom du joueur      |
| --- | ------------------- | -------- | ------------------ |
| 21  | Drapeau du Portugal | D        | Frederico Venâncio |
| 22  | Drapeau du Brésil   | D        | Edney              |
| 23  | Drapeau du Brésil   | D        | Sidney Lima        |
| 29  | Drapeau du Brésil   | A        | Wendel Silva       |
| 31  | Drapeau du Brésil   | G        | Denivys            |
| 32  | Drapeau du Brésil   | D        | MT                 |
| 35  | Drapeau du Portugal | M        | Serginho           |
| 36  | Drapeau du Brésil   | D        | Thauan Lara        |
| 40  | Drapeau du Brésil   | M        | Ageu               |
| 42  | Drapeau du Brésil   | D        | Lucas Soares       |
| 64  | Drapeau du Brésil   | D        | Paulo Victor       |
| 65  | Drapeau du Cap-Vert | M        | José Tavares       |
| 70  | Drapeau du Brésil   | A        | Vinícius Lopes     |
| 77  | Drapeau du Portugal | A        | Henrique Pereira   |

### Anciens joueurs
- Kali
- Livramento
- Paulo Henrique
- Pauleta
- André Pinto
- Luís Carlos Almada Soares, dit Platini
- Muaid Ellafi